# Nandaime
Nandaime es un municipio del departamento de Granada en la República de Nicaragua.

## Toponimia
El nombre de Nandaime se deriva de origen chorotega "nanda" (que quiere decir "arroyo") y el término "ime" (que indica abundancia). Nandaime significa "lugar de abundantes arroyos".

## Geografía
El término municipal limita al norte con los municipios de Granada, Diriá y Diriomo, al sur con los municipios de Belén, Potosí y Buenos Aires, al este con el Lago Cocibolca y al oeste con los municipios de Santa Teresa y La Paz de Oriente. La cabecera municipal está ubicada a 67 kilómetros de la capital de Managua.

## Historia
Según registro histórico los antiguos indígenas de la ciudad se asentaron en tres lugares diferentes: el primer asentamiento se llamó Nandaime o Nandaimé y se ubicó frente a la Isla de Zapatera precisamente en el lugar que visitó el Conquistador Español Gil González Dávila en 1523. Esta población se vio afectada por las constantes inundaciones del Gran Lago, que arrastraron sedimentos en gran cantidad por lo que estos tuvieron que trasladarse hacia otras áreas.
El segundo asentamiento se ubicó al oriente de la Ciudad, en la cabecera del Río Manares, teniendo un desarrollo urbano de estilo español, con un templo católico de construcción sólida y edificios de igual estructura, el cual fue destruido por la erupción del volcán Mombacho en el año 1570. Después de esto los pobladores se asentaron en el lugar actual, el cual ocupa una posición geográfica económicamente viable ya que por él atraviesa la Carretera Panamaricana.
A nivel nacional la ciudad es reconicida como "La cuna del General José Dolores Estrada" héroe Nacional de la Batalla de San Jacinto.
En la época colonial también fue bien reconocida por La Empresa Chocolat "Valle Menier" éra y continúa siendo entre las más selectas y finas colecciones de Francia, Una clásica Imperial del Chocolate. En 1867-1920 se presume su presencia en Nicaragua, y del por qué escogieron Nandaime se presume es por el tipo de terreno, agua se encuentra por doquier sin esfuerzo, y su capa freática, caracterizada por inundable y un tipo poroso, ideal para Cacaoteras finas, ideal para un asegurado chocolate de calidad,  aunque no me di tiempo para investigar el tipo de Cacaotera que los franceses Menier usaron, lo que si físicamente existe en El Valle Menier de Nandaime, no es más que las huellas del Imperio Menier, era uno de los empleadores más fuerte en esta localidad".
Fue elevada a ciudad el 29 de octubre de 1890.

## Demografía
Nandaime tiene una población actual de 42,045 habitantes. De la población total, el 50.1% son hombres y el 49.9% son mujeres. Casi el 52.4% de la población vive en la zona urbana.

## Naturaleza y clima
El municipio tiene un clima tropical de sabana, con precipitaciones anuales entre 1200 a 1400 mm.

## Localidades
El municipio de Nandaime cuenta con 4 barrios, 8 repartos y las siguientes 79 comunidades rurales:
Sector Urbano: Ricardo Morales Avilés, San Felipe, La Gran China, Jonathan González, Santa Rosa, Modesto Marín, Juan José Quezada, El Calvario, La Bloquera, Óscar Turcios, San Juan, Javier Guerra, Santa Ana, Francisco Estrada, Julio Sandino y José Dolores Estrada.
Sector Rural: San Caralampio, Mancarrón, El Manchón, Tendal, Cebadilla, La Flor, Las Conchitas, Las Breñas #1, San Diego, El Dorado, San José, El Limonal, Monte Grande Oriental #1, Occidental, Las Breñas #2, Los Aburtos, Santa Fe, San Francisco, Río Chiquito, Ojochal, Los Jirones, Monte Grande ICC. #2, Mecatepillo, Santa Rita, Mata de Caña, El Eslabón, La Jabalina, Valle Menier, Mata de Tule, El Pilón, La Calera, Las Enramadas, Río Medina, Arroyo #1, Las Breñas #3, La Zorra, Cuatro Esquinas, El Guarumo, Ingenio Javier G., Ojo de Agua, Nandarola, La Vigía, San Mateo, Río Blanco, Contadero, La Barranca, La Chipopa, San Luis, Manares, La Granadilla, La Orilla, Mecatepe, Bernardino D. O, Camarona #1, Camaroncita, El Pital, Camarona #2, Paso Real, Santa Ana, Las Colinas, Los Castillos, Ochomogo, Los Ranchones, San Antonio, Aguas Agrias, Los Mollejones y Veracruz.

## Economía
La principal actividad económica es la agricultura, con cultivos de arroz, caña y maíz. La ganadería produce leche para consumo local. En el municipio se encuentra una industria de producción de carne de res que es el motor principal de la economía municipal. En los años 1980 logró su mayor auge económico con la industria del azúcar ya desaparecida en los años 1990 por malos manejos macroeconómicos de parte del gobierno de Doña Violeta Barrios de Chamorro y del gobierno de Arnoldo Alemán.

## Cultura
Danza
Las danzas son muchas las danzas folclóricas tradicionales arraigadas en el pueblo, otras danzas que se practican durante las festividades religiosas de la comunidad son la danza del pájaro, la sirena y la lechuza. El encierro es un poco diferente al de Pamplona en España. El Baile de los Diablos es el Típico de Nandaime.
Gastronomía
Las comidas derivadas son el ajiaco, los nacatamales, las famosas rosquillas de doña María Lidia, cajetas de las hermanas papalolos y consumido y nacatamales de la Vilma Casiana.
Literatura
Las literaturas se destacan grandes periodistas y en los últimos años una serie de hombres y mujeres dedicados al quehacer literario, donde se destaca el poeta y narrador Omar Alí Moya García (diciembre 1981), ganador del Tercer Premio del Certamen Nacional de Literatura "María Teresa Sánchez" 2017 con el poemario Materia Oscura, también es autor de la obra poética "Ojos al infinito". El escritor Omar Alí Moya García en el año 2020 gana el Primer Lugar a Nivel Nacional del V Certamen de Poesía y Cuento "Luis Alberto Cabrales" con su obra Autopsia. Se destaca otro poeta Juan Carlos Pavón (diciembre 1979) con su poemario "Destellos de un ángel" y una serie de jóvenes escritores noveles.

## Educación
El municipio de Nandaime cuenta con grandes maestros en su historia, algunos de los cuales han llegado a ser galardonados como Mejores Docentes de Nicaragua en diferentes años. Estos son:
1. Lic. Amanda Talavera Cruz (1994)
2. Lic. Celina del Carmen Talavera Cruz (1998)
3. lic.José Concepción Guevara (1999)
4. Lic. Betty Guadalupe González Salas (2001)
5. Lic. Yadira Josefa Aguirre Téllez (2004)
6. Prof. Amanda Talavera Chamorro.
7. Lic. María Estela García Flores (2007).
8. Lic. Isabel del Carmen Amador Balmaceda (2009)
9. Lic. Marlon Baltodano Puerto.

## Religión
La población de la ciudad es predominantemente católica y tradicional. Las fiestas de Santa Ana, Semana Santa, Navidad y la Inmaculada Concepción, 7 y 25 de diciembre respectivamente, son las principales actividades religiosas anuales del municipio. Lo mismo en períodos que van de una a dos semanas para cada festival.
Los fieles católicos cuentan con una iglesia parroquial, la iglesia católica de Santa Ana ha sido declarada Monumento Histórico Nacional. La población católica también cuenta con otro pequeño templo, la iglesia de El Calvario.
Hay otras religiones presentes: pentecostal (apostólica, Asambleas de Dios, Iglesia de Dios), bautista, mormona y testigos de Jehová.

## Festividades
Las fiestas patronales del 26 de julio, en honor a Santa Ana y San Joaquín del municipio, con las tradiciones: Bailes Típicos, El Cartel, El Atabal, Las Poesías, Los Encamisados, La Danza del Pájaro, La Sirena, La Tecolota, Los Diablos y Los Indios. Ya muchos de ellos desaparecidos por las nuevas generaciones.